# Poupées de chair
Pour plus de détails, voir Fiche technique et Distribution.
Poupées de chair (Cheerleader Camp) est un film américain réalisé par John Quinn, sorti en 1988.

## Synopsis
Une série de meurtres s'abat dans un camp de formation de pom-pom girls.

## Fiche technique
- Titre original : Cheerleader Camp
- Titre français : Poupées de chair
- Réalisation : John Quinn
- Scénarios :  David Lee Fein,R.L. O'Keefe
- Société de production : Daiei Studios
- Musique :
- Pays d'origine :  États-Unis
- Lieu de tournage : Bakersfield,  Californie,  États-Unis
- Langue : anglais
- Genre : Horreur
- Durée : 89 minutes
- Date de sortie : 1988 (États-Unis)

## Distribution
- Betsy Russell : Alison Wentworth
- Leif Garrett : Brent Hoover
- Lucinda Dickey : Cory Foster
- Lorie Griffin : Bonnie Reed
- George "Buck" Flower : Pop
- Travis McKenna : Timmy Moser
- Teri Weigel : Pam Bently
- Rebecca Ferratti : Theresa Salazar
- Vickie Benson : Miss Tipton
- Jeff Prettyman : Sheriff Poucher
- Krista Pflanzer : Suzy
- Craig Piligian : Detective
- William Johnson : Chief Ronnie
- Kathryn Litton : Timmy's girlfriend
- Tommy Habeeb : :sistant Detective
- John Quinn : Ambulance Attendant